# Phyllachora thwaitesii
Phyllachora thwaitesii är en svampart som först beskrevs av Miles Joseph Berkeley, och fick sitt nu gällande namn av Pier Andrea Saccardo 1883. Phyllachora thwaitesii ingår i släktet Phyllachora och familjen Phyllachoraceae.   Inga underarter finns listade i Catalogue of Life.